# エンソ・フランチェスコリ
エンソ・フランチェスコリ・ウリアルテ（Enzo Francescoli Uriarte, 1961年11月12日 - ）は、ウルグアイ・モンテビデオ出身の元サッカー選手、実業家。ウルグアイ代表である。ポジションはフォワード、ミッドフィールダー。
ニックネームはEl príncipe（エル・プリーンシペ＝スペイン語）やLe prince（ル・プランス＝フランス語）、どちらもプリンス（王子）という意味であり、前者は当時流行っていた曲名から付けられた。

## 概要
1979年にモンテビデオ・ワンダラーズFCからプロデビューし、1983年に移籍したアルゼンチンのCAリーベル・プレートではリーグ得点王、リーグ最優秀選手賞、南米最優秀選手賞など数々のタイトルを獲得した。1986年から8年間はフランスとイタリアのクラブに在籍し、オリンピック・マルセイユではリーグ優勝を果たした。1994年にリーベル・プレートに復帰し、4度のリーグ優勝、2度のリーグ得点王、2度目の南米最優秀選手賞受賞など全盛期といえる活躍を見せた。
ウルグアイ代表としてFIFAワールドカップに2度（1986 FIFAワールドカップ、1990 FIFAワールドカップ）出場し、いずれもベスト16の成績を収めた。コパ・アメリカでは3度（コパ・アメリカ1983、コパ・アメリカ1987、コパ・アメリカ1995）優勝し、その中でも母国開催の1995年大会では主将として優勝に貢献した。

## クラブ経歴
1961年にモンテビデオのカプーロ地区に、イタリア移民の子供として生まれた。家族は中流階級で、CAペニャロールのファンであった。6歳から14歳までは地元のカディス・ジュニアーズでプレーした。ぺニャロールやCAリーベル・プレートのトライアルを受けたこともあったが、痩せすぎているという理由で不合格であった。14歳の時にモンテビデオ・ワンダラーズFCの下部組織に入団し、19歳でトップチームデビューすると、在籍期間中に74試合に出場して20得点した。

### 前期リーベル時代
1983年に移籍金36万ドルでアルゼンチンのCAリーベル・プレートに移籍し、4月24日のフェロ・カリル・オエステ戦で初得点を決めた。移籍初年度は多大なプレッシャーや怪我などで調子が上がらず、リーグ戦では19チーム中18位と散々な成績だったが、1984年にはリーグ戦で準優勝し、リーグ得点王とリーグ最優秀選手のタイトルを獲得した。さらに、ウルグアイ人として初めて南米年間最優秀選手賞を受賞した。1985-86シーズンには再び得点王に輝き、リーグ制覇を果たした。リーベルでは113試合に出場して68得点を決めた。また1986年には、コパ・リベルタドーレスの優勝に貢献、優勝を置き土産にチームを去る。

### フランス時代
1986年、フランス・ディヴィジョン・アン（1部）のラシン・パリに移籍した。3シーズンで89試合に出場して36得点を決めた。この間、ASローマ、インテルなどが獲得に動き、特にユベントスがミシェル・プラティニの後釜に据えるべく、熱心に獲得に動いていたが、チームは彼を手放そうとはしなかった。クラブのディヴィジョン・ドゥ（2部）降格とともにオリンピック・マルセイユに移籍した。当時のマルセイユにはFWジャン＝ピエール・パパン、FWアベディ・ペレ、MFクリス・ワドルなど中盤から前線にかけて名選手がひしめき合っていたが、1989-90シーズンのリーグ戦では28試合で11得点を挙げ、リーグ優勝を飾るとともに、ディヴィジョン・アン最優秀外国人選手賞を受賞した。UEFAチャンピオンズカップでは準決勝に進出したが、ベンフィカ戦ではミスを連発して戦犯のひとりにされた。

### イタリア時代
わずか1シーズンでマルセイユを離れる決断をし、セリエAに昇格したばかりのカリアリ・カルチョに移籍した。この移籍に際して、地元ファンから熱狂的に歓迎された。またお披露目を兼ねて、前所属のマルセイユとの親善試合が行われ、最多観客動員数を記録した。コッパ・イタリアのUSレッチェ戦で公式戦デビューし、インテル戦でリーグ戦デビュー。第3節のアタランタ戦で直接FKから移籍後初ゴールを決めた 。このシーズン、怪我を抱えていたことから、期待された程のインパクトは残せなかった。1991-92シーズン、クラウディオ・ラニエリ新監督からは、プレイーメーカーやセカンドストライカーとして起用された。怪我が癒えると真価を発輝し、ファンたちからの人気を獲得した。1992-93シーズン、31節のトリノ戦ではフランチェスコリの2得点まあって5-0で勝利、32節のACミラン戦でも得点を決めるなどの活躍で、チームは6位に入り、来期のUEFAカップ出場権を獲得した。終了後の6月にはJリーグの横浜マリノスに合流することが確実とまで報じられていたが、移籍は実現しなかった。ここでの3シーズンで、104試合で17ゴールを記録。カリアリ史上最高のベスト11の一人に選ばれた 。
1993-94シーズン、同胞のアギレラからの誘いで、トリノFCでプレー、コッパ・イタリアでは準決勝に進んだが、セリエBのアンコーナに敗れ決勝進出はならなかった。怪我を抱えベストパフォーマンスを披露する事が出来ず、リーグ戦では24試合で3ゴールに終わる。

### 後期リーベル時代
1994年に古巣CAリーベル・プレートに復帰。リーベル・プレートで過ごした3年半でアペルトゥーラ・クラウスーラ合わせて4度リーグ優勝し、2度目の得点王に輝いた。1995年には再び南米年間最優秀選手賞に選ばれ、1996年のコパ・リベルタドーレスでは準決勝のウニベルシダ・デ・チレ戦ではアウェーゴールを決めて、決勝進出に貢献するなど、同大会優勝に大きく貢献。トヨタカップではユヴェントス（イタリア）と対戦したが、0-1で敗戦した。1997年にはサンパウロを決勝で破り南米スーパーカップ優勝に貢献した。1997年のリーグ優勝を置き土産に引退。
1999年8月1日には幼少期からの憧れのクラブであったペニャロールとの引退試合が行われ、8万人の観客に加えてウルグアイのフリオ・マリア・サンギネッティ大統領やアルゼンチンのカルロス・メネム大統領も駆け付けた。

## 代表経歴
1981年には南米ユース選手権を勝ち取った。1983年10月13日のコパ・アメリカ準決勝・ペルー戦でウルグアイA代表デビューした。決勝のブラジル戦1stレグで代表初ゴールとなる先制点を決めて優勝の立役者となり、大会最優秀選手賞を受賞した。
1986 FIFAワールドカップ1次リーグを辛くも突破したが、決勝トーナメント1回戦でディエゴ・マラドーナを擁するアルゼンチンと対戦し、0-1で敗れてベスト16に終わった。グループリーグのデンマーク戦では1ゴールを挙げた。コパ・アメリカ1987準決勝では開催国のアルゼンチンと対戦し、アントニオ・アルサメンディの決勝ゴールをアシストして勝利し、前年のFIFAワールドカップで敗れた雪辱を果たした。しかし決勝のチリ戦では前半26分に退場処分を受け、優勝の瞬間はピッチの外にいた。1990年5月に行われたイングランドとの親善試合ではイングランドのファンをも魅了するプレーを見せ、イングランドの代表戦無敗記録を17戦で途切れさせた。
1990 FIFAワールドカップには主将として臨んだが、本来の力を発揮しきれず、4年前と同じベスト16に終わった。地元ウルグアイで開催されたコパ・アメリカ1995では、2得点を挙げるなど主将として大車輪の活躍でチームを牽引し、優勝で国民の期待に応え、大会最優秀選手にも選ばれた。
その後、一旦はウルグアイ代表を引退したものの、1996年に1998 FIFAワールドカップ南米予選でチームが苦戦を強いられていたことから、復帰、2試合に出場したが、予選敗退したため、1997年に再び引退を表明した。2010年11月現在、ウルグアイ代表のフィールドプレーヤー中最多出場記録を保持している。

## 引退後
2002年には妻子とともにアメリカのマイアミに移り住み、2003年にはネルソン・グティエレスらとともに英語のサッカーチャンネルであるGOL TV社を設立した。現在は同社とテンフィールド社の副社長を務めている。GOL TVの仕事が軌道に乗ったため、家族とともにブエノスアイレスに戻り、週に1度マイアミを訪れる生活をしていた。FIFA.comのインタビューでは「監督業には魅力を感じていない」と答えている。1999年にはラ・ボンボネーラで開催されたものであったが、ディエゴ・マラドーナの引退試合に出場、2004年2月に行われたカルロス・バルデラマの引退試合にはイバン・サモラーノやホセ・ルイス・チラベルトらとともに参加した。2004年3月、ペレが選ぶ偉大なサッカー選手100人に選ばれた。2010年3月、ワールドサッカー誌が選ぶ歴代優秀攻撃的ミッドフィールダー50人に選ばれた。2010 FIFAワールドカップ時にはアルゼンチンのテレビ局で解説者を務めた。

## 人物

### プレースタイル
すらりとした体形であり、華麗なテクニックと、上品で優雅な、流れるようなボール捌きが特徴であり、攻撃の中心となるカリスマ的存在であった。このようなプレースタイルから「エル・プリンチペ（王子）」の異名をとった。彼のプレーはジネディーヌ・ジダンほか多数の選手に影響を与えている。そのなかでもジダンは敬愛する選手にフランチェスコリの名前を挙げ、自分の息子に「エンツォ」という名前を授けている。1996年のトヨタカップ試合後にはジダンとユニフォーム交換し、感激したジダンは以下のように述べた。

### 影響
ウルグアイ人であるが、CAリーベル・プレートでの活躍からアルゼンチンのサッカーファンに愛されている。そのため母国のウルグアイのみならずアルゼンチンにも愛着を持っており、2010 FIFAワールドカップは両国ともに応援した。
容姿が整っていたり、テクニックにとりわけ秀でている南米出身選手は「フランチェスコリの再来」と言われることがある。
→ディエゴ・ミリート：フランチェスコリと顔立ちが似ている。ミリートの少年時代からのアイドルはフランチェスコリである。

## 個人成績

### 国内大会の成績
| 国内大会個人成績 | 国内大会個人成績     | 国内大会個人成績 | 国内大会個人成績     | 国内大会個人成績 | 国内大会個人成績                  | 国内大会個人成績 | 国内大会個人成績        | 国内大会個人成績   | 国内大会個人成績   | 国内大会個人成績 | 国内大会個人成績 |
| 年度             | クラブ               | 背番号           | リーグ               | リーグ戦         | リーグ戦                          | リーグ杯         | リーグ杯                | オープン杯         | オープン杯         | 期間通算         | 期間通算         |
| 年度             | クラブ               | 背番号           | リーグ               | 出場             | 得点                              | 出場             | 得点                    | 出場               | 得点               | 出場             | 得点             |
| ウルグアイ       | ウルグアイ           | ウルグアイ       | ウルグアイ           | リーグ戦         | リーグ戦                          | リーグ杯         | リーグ杯                | オープン杯         | オープン杯         | 期間通算         | 期間通算         |
| ---------------- | -------------------- | ---------------- | -------------------- | ---------------- | --------------------------------- | ---------------- | ----------------------- | ------------------ | ------------------ | ---------------- | ---------------- |
| 1980             | ワンダラーズ         |                  | プリメーラ           |                  |                                   |                  |                         |                    |                    |                  |                  |
| 1981             | ワンダラーズ         |                  | プリメーラ           |                  |                                   |                  |                         |                    |                    |                  |                  |
| 1982             | ワンダラーズ         |                  | プリメーラ           |                  |                                   |                  |                         |                    |                    |                  |                  |
| アルゼンチン     | アルゼンチン         | アルゼンチン     | アルゼンチン         | リーグ戦         | リーグ戦                          | リーグ杯         | リーグ杯                | アルヘンティーナ杯 | アルヘンティーナ杯 | 期間通算         | 期間通算         |
| 1983             | CAリーベル・プレート |                  | プリメーラ           | 27               | 11                                |                  |                         |                    |                    |                  |                  |
| 1984             | リーベル・プレート   |                  | プリメーラ           | 49               | 29                                |                  |                         |                    |                    |                  |                  |
| 1985-86          | リーベル・プレート   |                  | プリメーラ           | 37               | 28                                |                  |                         |                    |                    |                  |                  |
| フランス         | フランス             | フランス         | フランス             | リーグ戦         | リーグ戦                          | F・リーグ杯      | F・リーグ杯             | フランス杯         | フランス杯         | 期間通算         | 期間通算         |
| 1986-87          | ラシン・パリ         |                  | ディヴィジョン・アン | 35               | 14                                |                  |                         |                    |                    |                  |                  |
| 1987-88          | ラシン・パリ         |                  | ディヴィジョン・アン | 28               | 8                                 |                  |                         |                    |                    |                  |                  |
| 1988-89          | ラシン・パリ         |                  | ディヴィジョン・アン | 26               | 10                                |                  |                         |                    |                    |                  |                  |
| 1989-90          | マルセイユ           |                  | ディヴィジョン・アン | 28               | 11                                |                  |                         |                    |                    |                  |                  |
| イタリア         | イタリア             | イタリア         | イタリア             | リーグ戦         | リーグ戦                          | イタリア杯       | イタリア杯              | オープン杯         | オープン杯         | 期間通算         | 期間通算         |
| 1990-91          | カリアリ             |                  | セリエA              | 33               | 4                                 |                  |                         |                    |                    |                  |                  |
| 1991-92          | カリアリ             |                  | セリエA              | 33               | 6                                 |                  |                         |                    |                    |                  |                  |
| 1992-93          | カリアリ             |                  | セリエA              | 32               | 7                                 |                  |                         |                    |                    |                  |                  |
| 1993-94          | トリノ               |                  | セリエA              | 24               | 3                                 |                  |                         |                    |                    |                  |                  |
| アルゼンチン     | アルゼンチン         | アルゼンチン     | アルゼンチン         | リーグ戦         | リーグ戦                          | リーグ杯         | リーグ杯                | アルヘンティーナ杯 | アルヘンティーナ杯 | 期間通算         | 期間通算         |
| 1994-95          | リーベル・プレート   |                  | プリメーラ           | 16               | 12                                |                  |                         |                    |                    |                  |                  |
| 1995-96          | リーベル・プレート   |                  | プリメーラ           | 20               | 7                                 |                  |                         |                    |                    |                  |                  |
| 1996-97          | リーベル・プレート   |                  | プリメーラ           | 26               | 15                                |                  |                         |                    |                    |                  |                  |
| 1997-98          | リーベル・プレート   |                  | プリメーラ           | 22               | 13                                |                  |                         |                    |                    |                  |                  |
| 通算             | ウルグアイ           | ウルグアイ       | プリメーラ           | 74               | 20\|\|\|\|\|\|\|\|\|\|74\|\|20    |                  |                         |                    |                    |                  |                  |
| 通算             | アルゼンチン         | アルゼンチン     | プリメーラ           | 197              | 115\|\|\|\|\|\|\|\|\|\|242\|\|137 |                  |                         |                    |                    |                  |                  |
| 通算             | フランス             | フランス         | ディヴィジョン・アン | 117              | 43\|\|\|\|\|\|\|\|\|\|117\|\|43   |                  |                         |                    |                    |                  |                  |
| 通算             | イタリア             | イタリア         | セリエA              | 122              | 20\|\|\|\|\|\|\|\|\|\|122\|\|20   |                  |                         |                    |                    |                  |                  |
| 総通算           | 総通算               | 総通算           | 総通算               | 510              | 198                               | 17               | 7\|\|\|\|\|\|572\|\|227 |                    |                    |                  |                  |

### 代表での得点
| #   | 日時           | 場所             | 相手             | スコア | 結果  | 大会                            |
| --- | -------------- | ---------------- | ---------------- | ------ | ----- | ------------------------------- |
| 1.  | 1983年10月27日 | モンテビデオ     | ブラジル         | 1 – 0  | 2 – 0 | コパ・アメリカ1983              |
| 2.  | 1985年1月29日  | モンテビデオ     | 東ドイツ         | ? – 0  | 3 – 0 | 親善試合                        |
| 3.  | 1985年2月3日   | モンテビデオ     | パラグアイ       | 1 – 0  | 1 – 0 |                                 |
| 4.  | 1985年2月6日   | コチャバンバ     | ボリビア         | 1 – 0  | 1 – 0 | 親善試合                        |
| 5.  | 1985年2月24日  | モンテビデオ     | コロンビア       | ? – 0  | 3 – 0 | 親善試合                        |
| 6.  | 1985年3月31日  | キト             | エクアドル       | 2 – 0  | 2 – 0 | 1986 FIFAワールドカップ南米予選 |
| 7.  | 1986年6月8日   | ネサワルコヨトル | デンマーク       | 1 – 2  | 1 – 6 | 1986 FIFAワールドカップ         |
| 8.  | 1989年7月6日   | ゴイアニア       | チリ             | 3 – 0  | 3 – 0 | コパ・アメリカ1989              |
| 9.  | 1989年7月12日  | リオデジャネイロ | パラグアイ       | 1 – 0  | 3 – 0 | コパ・アメリカ1989              |
| 10. | 1989年9月17日  | モンテビデオ     | ボリビア         | 2 – 0  | 2 – 0 | 1990 FIFAワールドカップ南米予選 |
| 11. | 1993年8月8日   | ラパス           | ボリビア         | 1 – 3  | 1 – 3 | 1994 FIFAワールドカップ南米予選 |
| 12. | 1993年9月12日  | モンテビデオ     | ボリビア         | 1 – 0  | 2 – 1 | 1994 FIFAワールドカップ南米予選 |
| 13. | 1995年6月28日  | リベラ           | ニュージーランド | ? – ?  | 2 – 2 | 親善試合                        |
| 14. | 1995年7月5日   | モンテビデオ     | ベネズエラ       | 3 – 1  | 4 – 1 | コパ・アメリカ1995              |
| 15. | 1995年7月9日   | モンテビデオ     | パラグアイ       | 1 – 0  | 1 – 0 | コパ・アメリカ1995              |

## 代表歴
- ウルグアイ代表 1983-1997
  - 代表デビュー：1983年10月13日 vsペルー
  - 代表通算：73試合出場 17得点
  - 1986 W杯メキシコ大会（ベスト16、4試合出場1得点）
  - 1990 W杯イタリア大会（ベスト16、4試合出場0得点）

## タイトル

### 代表
ウルグアイ代表
- 南米ユース選手権 : 1981
- コパ・アメリカ : 1983, 1987, 1995

### クラブ
CAリーベル・プレート
- アルゼンチン・リーグ : 1985-86, 1994アペルトゥーラ, 1996アペルトゥーラ, 1997クラウスーラ, 1997アペルトゥーラ
- コパ・リベルタドーレス : 1996
- スーペルコパ・スダメリカーナ : 1997

オリンピック・マルセイユ
- リーグ・アン : 1989-90

### 個人
- 南米年間最優秀選手賞 : 1984, 1995
- アルゼンチン・リーグ得点王 : 1985, 1986, 1994
- アルゼンチン・リーグ最優秀選手 : 1985, 1995
- ディヴィジョン・アン最優秀外国人選手 : 1990
- 20世紀の偉大なサッカー選手100人80位 : 1999
- CAリーベル・プレート外国人歴代最多得点者
- アルゼンチン・リーグウルグアイ人歴代最多得点者